# La Neuvelle-lès-Scey
La Neuvelle-lès-Scey är en kommun i departementet Haute-Saône i regionen Bourgogne-Franche-Comté i östra Frankrike. Kommunen ligger i kantonen Combeaufontaine som tillhör arrondissementet Vesoul. År 2022 hade La Neuvelle-lès-Scey 170 invånare.

## Befolkningsutveckling
Antalet invånare i kommunen La Neuvelle-lès-Scey
| Referens: INSEE |